# Anthony Kalik
Anthony Kalik (Sídney, Australia, 5 de noviembre de 1997) es un futbolista australiano. Juega de mediocampista en el H. N. K. Hajduk Split de la Primera Liga de Croacia.

## Selección nacional
| Selección        | Año  | PJ | Goles |
| ---------------- | ---- | -- | ----- |
| Selección sub-19 | 2016 | 2  | 0     |

## Clubes
| Club                         | País      | Año       |
| ---------------------------- | --------- | --------- |
| Central Coast Mariners F. C. | Australia | 2014-2016 |
| H. N. K. Hajduk Split        | Croacia   | 2016-2020 |
| Sydney F. C. (cedido)        | Australia | 2017-2018 |
| N. K. Rudeš (cedido)         | Croacia   | 2018      |
| H. N. K. Gorica              | Croacia   | 2020-2022 |
| H. N. K. Hajduk Split        | Croacia   | 2022-     |

## Palmarés

### Títulos nacionales
| Título          | Club                  | País      | Año  |
| --------------- | --------------------- | --------- | ---- |
| FFA Cup         | Sydney F. C.          | Australia | 2017 |
| Copa de Croacia | H. N. K. Hajduk Split | Croacia   | 2023 |